# Eria pilifera
Eria pilifera är en orkidéart som beskrevs av Henry Nicholas Ridley. Eria pilifera ingår i släktet Eria och familjen orkidéer. Inga underarter finns listade i Catalogue of Life.